# Urgleptes clerulus
Urgleptes clerulus là một loài bọ cánh cứng trong họ Cerambycidae.